# Grand prix de littérature Paul-Morand
Le grand prix de littérature Paul-Morand est un prix littéraire français, créé en 1977, décerné tous les deux ans par l’Académie française (en alternance avec le Grand Prix de littérature de l'Académie française) à un écrivain francophone « auteur d’un ou plusieurs ouvrages remarquables par leurs qualités de pensée, de style, d’esprit d’indépendance et de liberté » quel que soit son âge.

## Historique
Le premier prix est décerné en 1978 à Romain Gary qui le refuse à cause de l’antisémitisme, de Paul Morand,. Le prix est doté à sa création de 300 000 FRF (184 494 EUR2023). Sa dotation est depuis 2002 de 45 000 euros.
« Certains regrettent que les fonds qui l'alimentent proviennent en grande partie de la vente de la bibliothèque et des autographes de son fondateur [Paul Morand]. »

## Liste des lauréats
Les lauréats du grand prix de littérature Paul-Morand sont (marqué d'un ∞ : futur membre de l'Académie) :

### Années 1970
- 1978 : Romain Gary (refusé)[5]

### Années 1980
- 1980 : J. M. G. Le Clézio
- 1982 : Henri Pollès
- 1984 : Christine de Rivoyre
- 1986 : Jean Orieux
- 1988 : Emil Cioran

### Années 1990
- 1990 : Jean-François Deniau ∞
- 1992 : Philippe Sollers
- 1994 : Andrée Chedid
- 1996 : Marcel Schneider
- 1998 : Daniel Rondeau ∞

### Années 2000
- 2000 : Patrick Modiano
- 2002 : Jean-Paul Kauffmann
- 2004 : Jean Rolin
- 2006 : Jean Echenoz
- 2008 : Jacques Roubaud

### Années 2010
- 2010 : Olivier Rolin
- 2012 : Patrick Grainville ∞
- 2014 : Gilles Lapouge
- 2016 : Prix non décerné
- 2018 : Charles Dantzig

### Années 2020
- 2020 : Valère Novarina
- 2022 : Éric Neuhoff
- 2024 : Marcel Cohen